# Три дні з Ромі Шнайдер
«Три дні з Ромі Шнайдер» (нім. 3 Tage in Quiberon — Три дні в Кібероні) — чорно-білий копродукційний драматичний фільм Німеччини, Австрії та Франції 2018 року, поставлений режисеркою Емілі Атеф. Світова прем'єра фільму відбулася 19 лютого 2018 року на 68-му Берлінському міжнародному кінофестивалі, де він брав участь в головній конкурсній програмі. У 2018 році на 69-й церемонії вручення Німецької кінопремії фільм здобув 7 нагород, включаючи премію «Золота Лола» за найкращий фільм.

## Сюжет
У січні 1981 році знаменита акторка Ромі Шнайдер дала перше за багато років інтерв'ю — неймовірно відверте й дуже особисте. Воно ж стало і останнім — через рік у віці 43 років акторка пішла з життя.
Фільм розповідає про ті три дні на спа-курорті в бретонському курортному містечку Кібероні, де Ромі Шнайдер зустрілася з журналістом журналу «Штерн» Міхаелем Юрґсом і фотографом Робертом Лебеком, і про те, що змусило зірку оголити душу до краю, розповівши світові про свій біль.

## У ролях
| • Марі Баумер        | … | Ромі Шнайдер   |
| • Біргіт Мінігмайр   | … | Гільде Фрітш   |
| • Чарлі Гюбнер       | … | Роберт Лебек   |
| • Роберт Гвіздек     | … | Міхаель Юрґс   |
| • Дені Лаван         | … | рибалка поет   |
| • Крістофер Бухгольц | … | доктор Фрелін  |
| • Вікі Кріпс         | … | покоївка       |
| • Янн Грюель         | … | реєстратор     |
| • Вінсент Фюрик      | … | доктор Мур'єте |
| • Лоїк Бейлак        | … | власник готелю |

## Знімальна група
- Автор сценарію — Емілі Атеф
- Режисер-постановник — Емілі Атеф
- Продюсери — Карстен Штетер
- Співпродюсери — Данні Крауз, Софі Дюлак, Ундін Філтер, Томас Крал, Мішель Зана, Фред Премель, Курт Стокер
- Оператор — Томас В. Кієнаст
- Композитори — Крістоф Кайзер, Юліан Маас
- Монтаж — Гансйорг Вайссбріх
- Художник-постановник — Зільке Фішер
- Художник з костюмів — Джаніна Аудік
- Звук — Джоерн Мартенс

## Нагороди та номінації
| Список нагород та номінацій           | Список нагород та номінацій | Список нагород та номінацій      | Список нагород та номінацій  | Список нагород та номінацій | Список нагород та номінацій |
| Кінофестиваль/Кінопремія              | Рік                         | Категорія                        | Номінант(и)                  | Результат                   | Дж                          |
| ------------------------------------- | --------------------------- | -------------------------------- | ---------------------------- | --------------------------- | --------------------------- |
| Берлінський міжнародний кінофестиваль | 2018                        | Золотий ведмідь                  | Три дні з Ромі Шнайдер       | Номінація                   | [ 2 ]                       |
| Німецька кінопремія                   | 27.04.2018                  | Золота Лола за найкращий фільм   | Три дні з Ромі Шнайдер       | Перемога                    | [ 3 ]                       |
| Німецька кінопремія                   | 27.04.2018                  | Найкращий режисер                | Емілі Атеф                   | Перемога                    | [ 3 ]                       |
| Німецька кінопремія                   | 27.04.2018                  | Найкраща акторка в головній ролі | Марі Баумер                  | Перемога                    | [ 3 ]                       |
| Німецька кінопремія                   | 27.04.2018                  | Найкраща акторка другого плану   | Біргіт Мінігмайр             | Перемога                    | [ 3 ]                       |
| Німецька кінопремія                   | 27.04.2018                  | Найкращий актор другого плану    | Роберт Гвіздек               | Перемога                    | [ 3 ]                       |
| Німецька кінопремія                   | 27.04.2018                  | Найкращий оператор               | Томас В. Кієнаст             | Перемога                    | [ 3 ]                       |
| Німецька кінопремія                   | 27.04.2018                  | Найкраща музика                  | Крістоф Кайзер, Юліан Маас   | Перемога                    | [ 3 ]                       |
| Європейський кіноприз                 | 15.12.2018                  | Найкраща акторка                 | Марі Баумер                  | Номінація                   | [ 5 ]                       |
| Європейський кіноприз                 | 15.12.2018                  | Найкращий композитор             | Крістоф Кайзер, Джуліан Маас | Перемога                    | [ 6 ]                       |